# مقبرة المعلاة
مقبرة المَعَلاةُ مقبرة للمسلمين عامة لأهل مكة المكرمة منذ عصر ما قبل الإسلام وحتى الوقت الحاضر. تقع في بداية طريق الحجون على يمين المتوجه إلى الحرم المكي من جهة حي المعابدة في مكة المكرمة. مدفون فيها شخصيات واعلام من الصحابة اشهرهم خديجة بنت خويلد والتابعين والعلماء والخلفاء. تضم مقبرة المعلاة أماكن مجهزة لتغسيل وتكفين الموتى، كما يوجد بها سيارات إسعاف لنقل الموتى ضمن إدارة خاصة تتبع أمانة العاصمة المقدسة (الاسم المتداول محليا لمكة المكرمة). عادة ما يحمل الموتى لمقبرة المعلاة بعد الصلاة عليهم بالمسجد الحرام، ليحمل المصلون الجنازة إلى مقبرة المعلاة لدفنها، وتعتبر المسافة بين المسجد الحرام وبين مقبرة المعلاة قريبة نسبيا. ورد في فضل المقبرة حديث ضعيف عن النبي محمد: «نعم المقبرة هذه».

## الموقع والتسمية
تقع مقبرة المعلاة على سفح جبل الحجون في الجنوب الغربي الذي يمتد من ريع الحجون شمال مكة المكرمة ويشرف على المقبرة من الجهة الغربية جبل السليمانية، ومن الجهة الشرقية جبل الحجون. يطلق عليها اسم مقبرة المعلا بدون التاءالمربوطة ويُسأل هل تكتب بالمقصورة أو لا ؟ أي هكذا ( المعلى ) ، أو باسم مقبرة أهل مكة، سميت المعلاة بهذا الاسم نظرًا لأنها تقع في أعلى مكة، وهي في نفس الموقع القديم الذي كانت عليه في الجاهلية والإسلام.

## التاريخ
تُعد مقبرة المعلاة التي تقع في شمال المسجد الحرام، مقبرة أهل مكة منذ العصر الجاهلي إلى الوقت الحاضر، فهي تضم قبور بني هاشم من أجداد الرسول وأعمامه وقبور بعض الصحابة والتابعين، ويوجد بها قبر زوجة الرسول أم المؤمنين خديجة بنت خويلد وقبر عبد الله بن الزبير وأمه أسماء بنت أبي بكر والخليفة العباسي أبو جعفر المنصور. كما أن كثيرًا من أعلام الإسلام من الصحابة والتابعين وكبار العلماء والصالحين مدفونين فيها. كانت المقبرة في العهود السابقة خارج النطاق العمراني لمكة المكرمة حتى العصر الأموي.
كان هناك سور قديم مبني بالحجارة يحيط بمقبرة المعلاة، وقد ذكر إبراهيم باشا في حاشيته: «أنه في يوم الأربعاء 29 ربيع الآخر سنة 1086 هـ شرع الشيخ محمد علي بن سليمان الوزير الذي حضر من اليمن في هدم قبور المعلاة وبنى مقبرة خاصة ذات جدر أربع مقسمة تقسيماً منظماً وجعل لها بابين وكان ممن أولع بتنظيم مكة ومناسك الحج». جددت أمانة العاصمة المقدسة بناء السور مراراً، وهو الآن على الطراز الحديث المسلح. تعد مقبرة المعلاة من أكبر المقابر التي لا يزال الدفن فيها جاريًا إلى اليوم، ويستخدم القبر الواحد عدة مرات حيث إنه كلما امتلأت المقبرة ينظف القبر ويستخدم مرة أخرى. ونظراً لتضرر المقبرة في مدة سابقة لقدمها ولتسرب مياه الصرف الصحي داخل القبور لانخفاض منسوبها عن مستوى الشوارع المحيطة بها فقد قام فيها مشروع إعادة تجهيز القبور ورفع مستوى أرضية المقبرة بحيث يصبح أعلى من منسوب الطرق المحيطة بها.
كان الميت عند دفنه في المقبرة توضع على قبره علامة تميز مكانه كشاهد، وعادة ما تكون من حجر مستطيل غير منتظم الأضلاع تقطع من جبال المنطقة، وينقش اسم المتوفى بخط غائر أو بارز، مع بعض الآيات والأدعية، وفي أحيان كثيرة يكتب التاريخ مبينًا اليوم والشهر والسنة. ومع مرور الزمن تغيرت معالم القبور وتبعثرت الأحجار الشاهدية المكتوبة بمختلف أنواع الخطوط العربية من مئات السنين، وأعيد استخدام الأحجار المنقوشة مرة أخرى على قبور مغايرة في المقبرة نفسها قديمًا وحديثًا، حيث توضع الأحجار كغطاء أو كعلامة على القبر.

## أسماء أشهر المدفونين في المقبرة
- أم المؤمنين خديجة بنت خويلد.
- ابن الرسول القاسم بن محمد.
- ابن الرسول عبد الله بن محمد.
- جد الرسول عبد المطلب بن هاشم.[4]
- عم الرسول أبو طالب بن عبد المطلب.
- جد الرسول عبد مناف بن قصي.[5]
- جد الرسول قصي بن كلاب.،[6]
- جد الرسول هاشم بن عبد مناف.[5]
- أم الرسول آمنة بنت وهب.[5]
- الصحابي عبد الرحمن بن أبي بكر.
- الصحابية أسماء بنت أبي بكر.
- الصحابية سمية بنت خياط.
- الصحابية زينب بنت مظعون.
- الصحابي عبد الله بن الزبير.
- الإمام ابن حجر الهيتمي.[7]

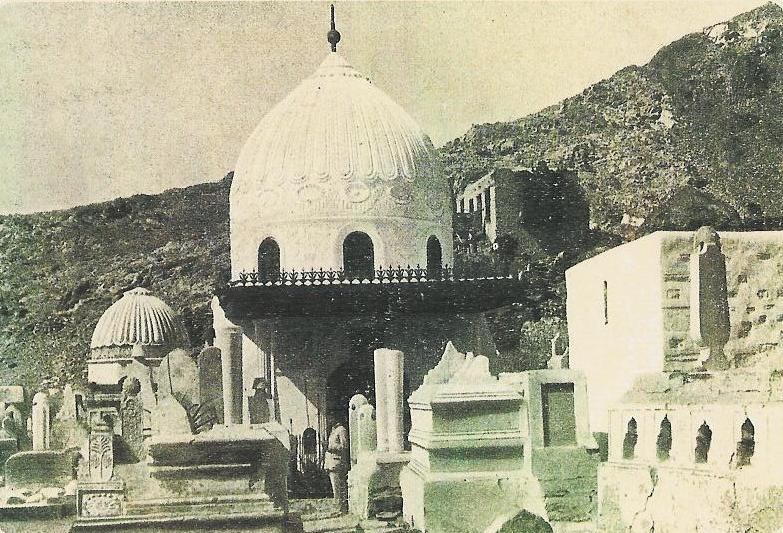
القبة التي كانت مبنية على قبر خديجة في مقبرة المعلاة.

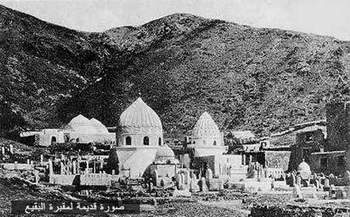
مقبرة المُعلَّاة قبلَ 1925، خلال العَهد العُثماني.

- الإمام الفضيل بن عياض بن مسعود التميمي.
- الخليفة العباسي أبو جعفر المنصور.
- علاء الدين الشيرازي- (1386 - 7 سبتمبر 1457) عالم مسلم وصوفي عراقي.
- الملا علي القاري الهروي ، عالم مسلم ، مُفسّر القرآن ، فقيه و مُحدّث
- الشيخ محمد بن علوي المالكي الحسني.
- الشيخ محمد حسن عباس.